# Moord op Pieter Hoppen
De moord op Pieter Hoppen was een liquidatie tijdens de Tweede Wereldoorlog, op 16 juli 1943, van een onderduiker uit Rotterdam, uitgevoerd door een lokale verzetsgroep die hem verdacht van collaboratie met de Duitse bezetter.

## Onderduiker
Omdat de Rotterdammer Pieter Hoppen (geboren 12 september 1919), die op 18 september 1940 ambtenaar geworden was voor de gemeente in zijn woonplaats, niet voor de Duitse bezetters wilde werken, besloot hij uit Rotterdam te vertrekken en onder te duiken in Friesland. Medio 1943 verdween Hoppen en werd niets meer van hem vernomen.

## Liquidatie
Het lot van de verdwenen Hoppen bleef onbekend, totdat onderzoeksjournalist Geertjan Lassche het complete verhaal van verzetsstrijder Gerrit Gunnink (overleden in 2017) probeerde te achterhalen. Gunnink was tijdens de bezetting actief in het verzet en onder andere lid van de Knokploeg Meppel.
Tijdens gesprekken met de EO-journalist Lassche onthulde Gunnink dat de knokploeg waar hij lid van was de jonge Rotterdammer verdacht van verraad. Er gingen geruchten rond dat Hoppen voor de Duitse vijand zou werken. Het gevolg van deze geruchten was dat de knokploeg besloot Hoppen te liquideren. Op 16 juli 1943 werd hij onder valse voorwendselen meegenomen naar een schuur in de buurt van Hamingen in de gemeente Staphorst, waar hij door het hoofd werd geschoten. Hij werd even verderop begraven.
Gunnink was lid van de Groep-Jan Gunnink, vernoemd naar zijn vader Jan Gunnink. Andere leden van deze groep waren Gerrits broers Klaas en Hendrik en Gerrit de Boer.

## Opgraving

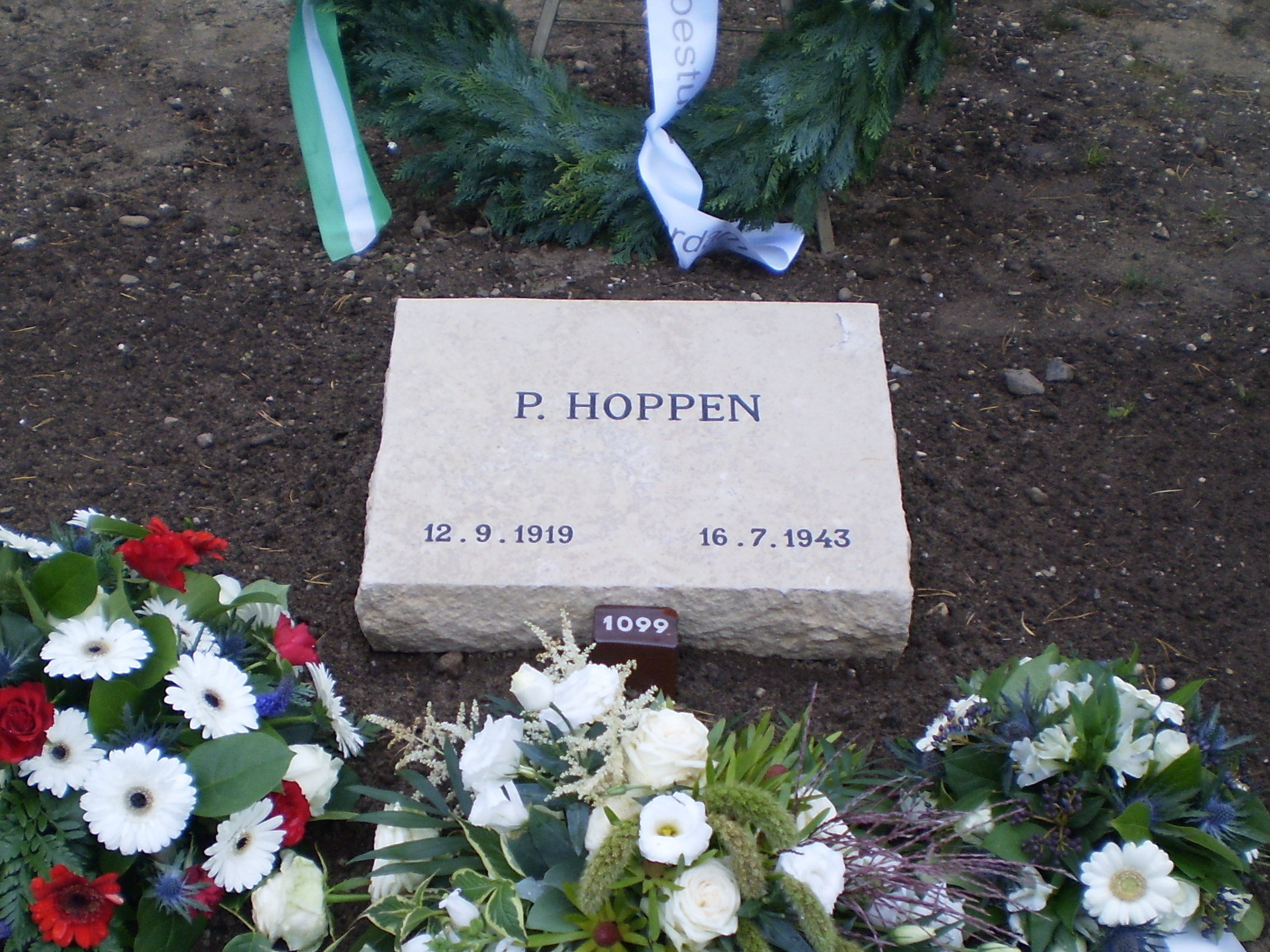
Grafsteen Pieter Hoppen op het Ereveld Loenen

Na de onthulling van Gunnink werd besloten het graf van Hoppen op te sporen en zijn stoffelijke resten te bergen. Op 21 april 2009 werd het veldgraf uitgegraven en werden de resten geborgen door de Bergings- en Identificatiedienst van de Koninklijke Landmacht.
Op 13 juli 2010 werd gemeld dat vergelijkend DNA-onderzoek had bevestigd dat het lichaam van Hoppen was.
De op dat moment 86-jarige Gunnink vertelde in de tweedelige EO-documentaire Nooit meer laf, die op 4 en 6 mei 2009 werd uitgezonden, dat hij een dubbel gevoel aan ontwikkelingen in de zaak had overgehouden. Hij was opgelucht dat hij niet meer hoefde rond te lopen met het geheim en het verhaal kon afsluiten. Maar hij had ook last van schuldgevoelens, omdat uit later onderzoek is gebleken dat Hoppen volstrekt onschuldig was en niet voor de Duitsers had gewerkt.
Enkele weken vóór de opgraving kwam een boek van Jack Kooistra uit over liquidaties door het verzet, Recht op wraak, waarin ook de verdwijning van Pieter Hoppen aan bod komt. Er werd daarin nog gesproken over een "vermoedelijke liquidatie" en "geen aanwijsbaar graf".

## Herbegrafenis
De stoffelijke resten van Pieter Hoppen werden op 13 oktober 2010 herbegraven op het Ereveld Loenen, gevolgd door een kleine ceremonie een dag later.

## Monument stadhuis Rotterdam
In het stadhuis van Rotterdam is een monument voor vermiste ambtenaren. Op dit monument staat ook de naam vermeld van Pieter Hoppen. Ieder jaar wordt op 4 mei (Nationale Dodenherdenking) bij dit monument een krans gelegd.

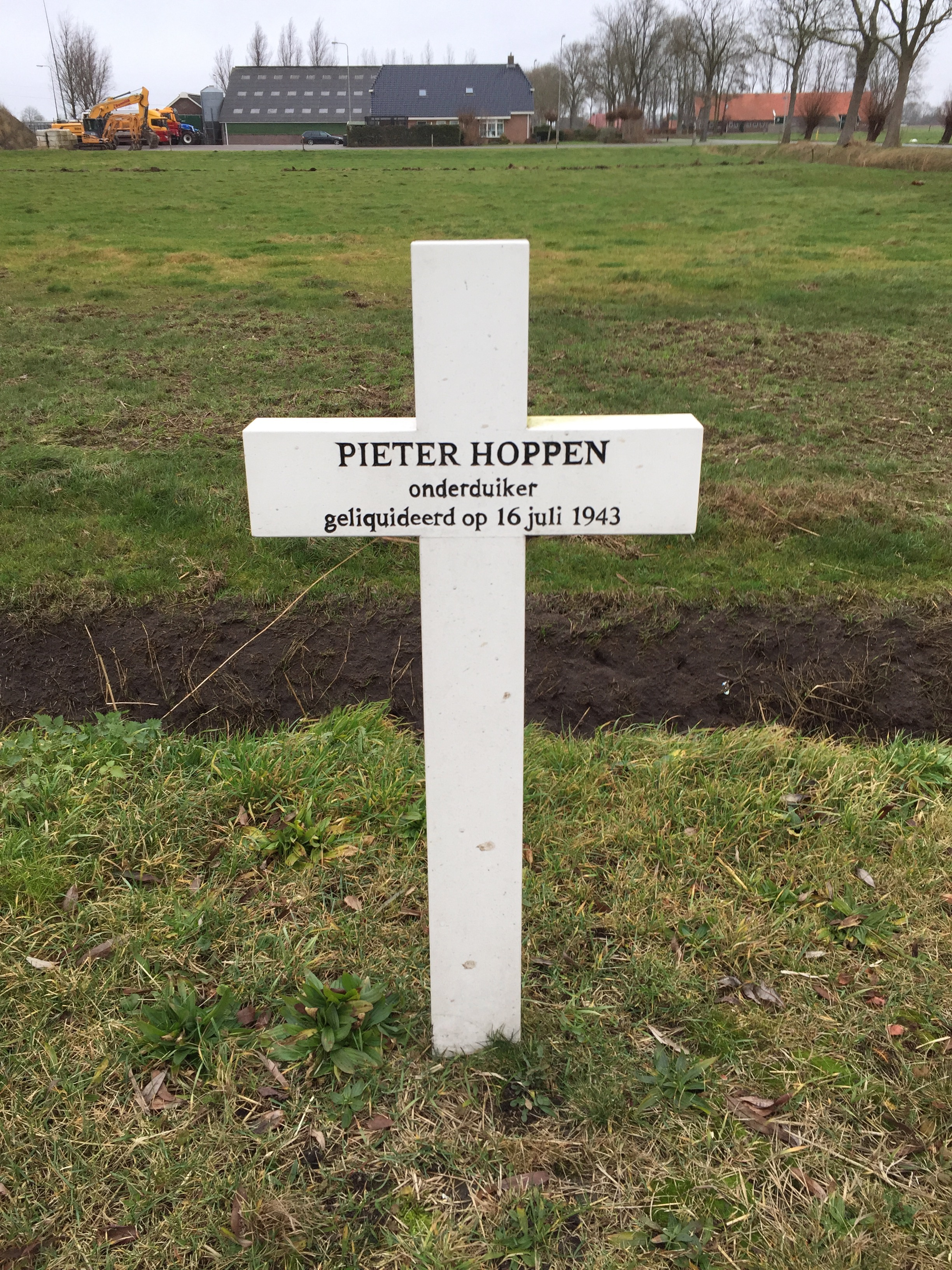

## Gedenkkruis Pieter Hoppen
Op dinsdag 12 april 2011 is het gedenkkruis Pieter Hoppen onthuld nabij Staphorst. Naast het monument is tevens een plaquette te vinden met de volgende tekst:
PER ONGELUK GEFUSILLEERD
Hier werd in 1943 een jeugdige onderduiker uit Rotterdam, Pieter Hoppen, door een verzetsgroep uit deze omgeving gefusilleerd en begraven. 
Zij dachten ten onrechte dat hij een verrader was. In 2009 onthulde een van de betrokken verzetsstrijders dit geheim.
Het stoffelijk overschot van Pieter Hoppen werd in 2010 opgegraven en herbegraven op het ereveld in Loenen. 
Het gemeentebestuur van Staphorst heeft op deze locatie een herdenkingskruis geplaatst.